# Vaubexy
Vaubexy – miejscowość i gmina we Francji, w regionie Grand Est, w departamencie Wogezy.
Według danych na rok 1990 gminę zamieszkiwały 133 osoby, a gęstość zaludnienia wynosiła 20 osób/km² (wśród 2335 gmin Lotaryngii Vaubexy plasuje się na 912. miejscu pod względem liczby ludności, natomiast pod względem powierzchni na miejscu 863.).